# Tsedendschawyn Lchamdschaw
Tsedendschawyn Lchamdschaw (mongolisch Цэдэнжавын Лхамжав, wiss. Transliteration Cėdėnžavyn Lchamžav;  * 12. September 1940 in Möngönmorit; † 15. Februar 2019) war eine mongolische Eisschnellläuferin.
Lchamdschaw wurde achtmal mongolische Meisterin im Mini-Mehrkampf (1959–1962, 1964, 1967, 1970, 1971) sowie einmal im Sprint-Mehrkampf (1962) und nahm von 1957 bis 1969 an internationalen Wettbewerben teil. Dabei kam sie bei der Mehrkampfweltmeisterschaft 1961 in Tønsberg auf den 23. Platz, bei der Mehrkampfweltmeisterschaft 1962 in Imatra auf den 21. Rang und bei der Mehrkampfweltmeisterschaft 1963 in Karuizawa auf den 30. Platz im Mini-Mehrkampf. Bei ihrer einzigen Teilnahme an Olympischen Winterspielen im Februar 1964 in Innsbruck belegte sie den 24. Platz über 1000 m und den 20. Rang über 3000 m.

## Persönliche Bestzeiten
| Disziplin | Zeit       | Datum           | Ort    |
| --------- | ---------- | --------------- | ------ |
| 500 m     | 47,5 s     | 13. Januar 1964 | Almaty |
| 1000 m    | 1:38,8 min | 16. Januar 1964 | Almaty |
| 1500 m    | 2:35,4 min | 16. Januar 1963 | Almaty |
| 3000 m    | 5:27,4 min | 16. Januar 1964 | Almaty |